# Geotermalna energija
Geotermalna energija u Zemlji vodi poreklo još od nastanka naše planete pre 4,5 milijardi godina. Temperatura u središtu Zemlje je oko 6000 ° i tamo se i dalje odvijaju termonuklearne reakcije. Toplota iz usijanog jezgra se kreće ka površini Zemljine kore. Nama je na raspolaganju samo mali deo te energije u površinskom delu dubokom do nekoliko kilometara. Pojam geotermalna energija odnosi se na korišćenje toplote Zemljine unutrašnjosti koja u samom središtu iznosi 4000-7000° što je približno temperaturi površine Sunca.
Najpraktičnija za eksploataciju geotermalne energije su područja gde se vrela masa nalazi blizu površine zemlje. Na mnogim takvim lokacijama u svetu već postoje postrojenja-izmenjivači toplote koja na taj način zagrejanu vodu koriste za grejanje ili u industrijske svrhe. Širom sveta, 11,700 megavata (MW) geotermalne energije je bilo dostupno 2013. godine.
Čovek je od najstarijih vremena koristio tople izvore i na njima gradio velika kupatila. Prvi javni sistem grejanja koji je koristio tople izvore sagrađen je 1892. godine u državi Ajdaho u Sjedinjenim Američkim Državama. dok je prva geotermalna elektrana sagrađena 1904. u Italiji.
Struktura Zemljine unutrašnjosti je takva da temperatura u zavisnosti od strukture slojeva raste od 10 do 30 °C na svakih kilometar bliži jezgru. Skoro nepromenjiva temperatura sloja Zemljine kore može se u velikom obimu iskoristiti za indirektno grejanje ili hlađenje stambenih i poslovnih objekata. Tokom zime kada je tlo toplije od građevina na površini sistem-izmenjivač preko cevi sa vodom prenosi toplotu tla na zgrade dok leti kada je tlo hladnije od površine radi suprotno. Isti sistem tako služi i za grejanje i za hlađenje.
U Rejkjaviku na Islandu postoji najveći sistem grejanja zasnovan na geotermalnoj energiji. Gotovo svi stambeni i poslovni objekti u ovom gradu priključeni su na ovaj sistem.
Procenjeno je da zalihe geotermalne energije daleko prevazilaze energetske zalihe uglja, nafte, prirodnog gasa i uranijuma zajedno. Njena prednost su zanemarljivo mali negativan uticaj na okolinu i ogromni potencijal, dok su mane uslovljenost položajem, dubinom, temperaturom i procentom vode u određenom geotermalnom rezervoaru.
Ekonomski i energetski najefikasniji sistem za grejanje i hlađenje prostora. Toplotna energija može da se uzme iz podzemnih voda koje su na temperaturi od oko 14 °C tokom cele godine. Iz izbušenog bunara voda se prepumpava u razmenjivač toplote u kome se deo toplote iz podzemne vode prenosi u freon koji tada isparava. Takav sklop (pumpa+toplotni izmenjivač) naziva se toplotna pumpa. Delimično ohlađena voda vraća se u drugi bunar koji je iste dubine kao i prvi tako da se tokovi podzemnih voda ne remete. Freon koji je sada u gasovitom stanju sabija se kompresorom i tada otpušta latentnu prenetu toplotu i predaje je vodi koja cirkuliše kroz kondenzator i sitem radijatorskog i/ili podnog sistema cevi u zgradi. Prednosti ovakvog sistema za grejanje i hlađenje su sledeće: - Preko 70% energije potrebne za grejanje prostora dobija se iz podzemne vode besplatno u toku celog veka eksploatacije toplotne pumpe.

## Prednosti
Geotermalna energija ima brojne prednosti pred tradicionalnim izvorima energije baziranim na fosilnim gorivima. Najveća prednost geotermalne energije je to što je čista i sigurna za okolinu. Metoda koja se koristi za dobijanje električne energije ne stvara emisije štetne za okolinu. Smanjuje se korištenje fosilnih goriva, što takođe smanjuje emisiju stakleničkih gasova. Druga prednost su zalihe energije koje su na raspolaganju. Zalihe geotermalne energije su praktično neiscrpne. Geotermalne elektrane zauzimaju mali prostor (za razliku od npr. hidroelektrana čije brane uzrokuju potapanje velikih površina). Geotermalne elektrane se grade direktno na izvoru energije i lako opskrbljuju okolna područja toplotnom i električnom energijom.
Osim toga, zbog malog zauzeća prostora, takve elektrane su vrlo pouzdane.
Geotermalna energija je pouzdana jer ne zavisi od meteoroloških uticaja za razliku od hidroelektrana (koje zavise od količine vode na raspolaganju), vetroelektrana (vetar jako varira i ne može se znati kad će ga biti), solarnih sistema (ne mogu raditi noću i zavise od meteoroloških prilika). Električna energija iz geotermalnih izvora može se proizvoditi 24 sata na dan. Geotermalne elektrane imaju vrlo niske troškove proizvodnje. Zahtevaju samo energiju za pokretanje vodenih pumpi, a tu energiju proizvodi elektrana sama za sebe.

## Nedostaci
Najveći nedostatak je to što nema mnogo lokacija koje su prikladne za iskorištavanje geotermalne energije i pogodnih za izgradnju geotermalnih elektrana. Najbolje lokacije su one koje imaju dovoljno vruće stene na dubini pogodnoj za bušenje i koje su dovoljno mekane. Geotermalnu energiju je nemoguće transportirati i zbog toga se može koristiti samo za opskrbu toplotom obližnjih mesta i za proizvodnju električne energije.
Problem kod korištenja je ispuštanje materijala i gasova iz dubine zemlje koji mogu biti štetni kada izađu na površinu. Najopasniji je vodonik sulfid koji je vrlo korozivan i vrlo ga je teško pravilno odložiti. Statistike pokazuju da dolazi do povećane pojava potresa u regijama gde se iskorištava geotermalna energija.

## Poreklo hidrogeotermalne energije
Geotermalna energija se pojavljuje u četiri oblika: kao magmogeotermalna energija, akumulirana u magmi, u vidu toplih gasova i kao hidrogeotermalna energija, akumulirana u termalnim podzemnim vodama i pregrejanoj vodenoj pari. Najpogodnija za korišćenje i najviše se koristi hidrogeotermalna energija, jer u odnosu na ostale oblike ima višestruke prednosti: direktno se iskorišćava, tako da su troškovi eksploracije niski, brzo se obnavlja, može da se koristi višenamenski, lako se skladišti, ne zagađuje životnu sredinu, bezopasna je za zdravlje ljudi i životinja.

## Korišćenje hidrogeotermalne energije kroz istoriju
Topla podzemna voda koristila se još u antičkoj Grčkoj, starom Rimu, Kini i Indiji za rekreaciju, lečenje i zagrevanje prostorija. U srednjem veku u Toskani u Italiji iz nje su se izdvajale pojedine mineralne materije, kao što su sulfati, borati i drugi. Najbolji rezultati u pogledu istraženosti i iskorišćenosti hidrogeotermalne energije postignuti su u: Italiji, Japanu, Islandu, Sjedinjenim Američkim Državama, Rusiji, na Novom Zelandu i u Meksiku.

## Korišćenje hidrogeotermalne energije danas
Danas se hidrogeotermalna energija koristi za razne namene:
- u balneoterapiji i rekreaciji- to je najstariji i najrašireniji oblik korišćenja toplih podzemnih voda. U Srbiji postoji veliki broj termalnih izvora, od kojih se mnogi koriste u lečilišne svrhe.
- za dobijanje električne energije- sa stalnim smanjenjem klasičnih energetskih izvora, kao što su ugalj i nafta, sve aktuelniji postaju obnovljivi izvori energije. Uz rečnu i solarnu, hidrogeotermalna energija u tome zauzima posebno mesto. Prvi put iz nje je dobijena električna struja u italijanskom mestu Larderelu 1904. godine, kada je napajano samo pet sijalica. U Japanu za ovu namenu se koristi od 1920. godine, a u SAD od 1960. godine. O njenoj efikasnosti govori podatak da je hidrogeotermalnoj centrali od 1 MW ekvivalent termocentrala od 10 MW.
- za zagrevanje prostorija- prvi toplifikacioni sistem ovog tipa izgrađen je 1930. godine u Rejkjaviku na Islandu, gde se sada toplom vodom greju stanovi, pozorišne i bioskopske sale, kupališni bazeni, sportske dvorane, pa i otvoreni prostori. U Srbiji ovakvo zagrevanje ograničeno je samo na hipertermalne banjske komplekse ( Vranjska Banja, Jošanička Banja, Sijarinska Banja, Lukovska banja, Kuršumlijska Banja, Ribarska Banja, Niška Banja ).
- u poljoprivredi- primena toplih podzemnih voda u poljoprivredi počela je u Japanu za gajenje povrća, voća i cveća i uzgoj ribe i krokodila. Kasnije je u drugim zemljama ( Mađarska, Rusija, Nemačka, Sjedinjene Američke Države, Bugarska ) ova namena proširena na firme živine i krupne stoke, rast gljiva, procese fermentacije (biohemija) itd. U državi Oregon, eksperimenti su pokazali da se u toplim staklenim baštama postižu 50-60% bolji rezultati u gajenju povrća nego na otvorenim i nezagrejanim površinama. U Srbiji, termalni izvori Vranjske Banje snabdevaju vodom staklene bašte sa cvećem, živinarsku farmu i kudeljaru.
- u industriji- najveći značaj hidrogeotermalna energija ima u prehrambenoj, farmaceutskoj, hemijskoj i prerađivačkoj industriji. Ona se koristi za sušenje, isparavanje, pečenje, destilaciju, ekstrakciju, pranje i bojenje i procesno zagrevanje. Iz termalnih voda dobijaju se razne mineralne soli i gasovi.

## Hidrogeotermalni potencijali Srbije
Naša zemlja nalazi se u grupi od pedesetak država u svetu u kojima postoje povoljni uslovi za eksploraciju hidrogeotermalne energije. Ukupna toplotna snaga svih prirodnih termalnih izvora i svih hidrogeotermalnih bušotina pri samoizlivu je oko 320 MW. Minimalne rezerve ovog oblika energije procenjene su kao termalni ekvivalent preko 550 miliona tona tečnog goriva, od čega samo na teritoriji centralne Srbije ima oko 420 tona. I pored toga, ovaj prirodni resurs za sada se koristi simbolično.
Najiskorišćenija hidrogeotermalna oblast u Srbiji je Južnomoravsko-balneotermalna regija, u kojoj se nalaze i naše najtoplije banje. Najperspektivniji su Srem, Posavina i naročito Mačva, gde se tople vode nalaze na dubini od 400 do 600 metara i imaju temperaturu 80 °C. To stvara mogućnost njihovog korišćenja za zagrejavanje većih naselja, kao što su Šabac, Sremska Mitrovica, Loznica i Bogatić.

## Resursi
Zemlja ima unutrašnji toplotni sadržaj od 1031 džula (3·1015 TWh), oko 20% od toga je zaostala toplota od planetarne akrecije; ostatak se pripisuje prošlom i trenutnom radioaktivnom raspadu prirodnih izotopa. Na primer, u bušotini dubine 5275 m u projektu Dubinskog projekta za geotermalnu energiju Junajted Dauns, u Kornvolu u Engleskoj, pronađen je granit sa veoma visokim sadržajem torijuma, za čiji radioaktivni raspad se veruje da proizvodi visoku temperaturu stene.
Unutrašnja temperatura i pritisak Zemlje su dovoljno visoki da izazovu topljenje nekih stena i plastično ponašanje čvrstog omotača. Delovi omotača konvektuju nagore, jer je lakši od okolne stene. Temperature na granici jezgro-plašt mogu dostići preko 4000 °C (7200 °F).
Unutrašnja toplotna energija Zemlje teče ka površini kondukcijom brzinom od 44,2 teravata (TW), i nadopunjuje se radioaktivnim raspadom minerala brzinom od 30 TW. Ove stope snage su više nego dvostruko veće od trenutne potrošnje energije čovečanstva iz svih primarnih izvora, ali većina ovog energetskog toka se ne može povratiti. Pored unutrašnjih toplotnih tokova, gornji sloj površine do dubine od 10 m (33 ft) se tokom leta zagreva sunčevom energijom, a hladi tokom zime.

## Literatura
- Milivojević M., Martinović M. (1996). Korišćenje geotermalnih resursa u svetu, Beograd.
- Milivojević N. (1958). Hidrogeologija 1. "Građevinska knjiga", Beograd.
- Perić J., Milivojević M.(1979—80). Potencijalnost teritorije uže Srbije za iznalaženje ležišta geotermalne energije. Geološki kanali Balkanskog poluostrva, Geološki zavod Univerziteta u Beogradu, Beograd.
- Komatina M.(1984). Hidrogeološka istraživanja 1-metode istraživanja. Geozavod. Beograd.
- GEA (maj 2010), Geothermal Energy: International Market Update (PDF), Geothermal Energy Association, стр. 4—6, Архивирано из оригинала (PDF) 25. 05. 2017. г., Приступљено 04. 03. 2019
- Cutler J. Cleveland; Christopher G. Morris (2015). Dictionary of Energy (2 изд.). Elsevier. ISBN 978-0-08-096811-7.

## Spoljašnje veze
- „Геотермална енергија”. Сајт Хидро-Геа Д. О. О.
- „Хидрогеотермални ресурси Србије”. Сајт Еколошког е-ТВ магазина. Архивирано из оригинала 25. 04. 2016. г. Приступљено 26. 04. 2016.
- Alliant Geothermal Energy
- Bassfeld Technology Transfer – Introduction to Geothermal Power Generation (3.6 MB PDF file) Архивирано на веб-сајту  (10. август 2015)
- The Geothermal Collection by the University of Hawaii at Manoa
- Geothermal Resources Council
- Energy Efficiency and Renewable Energy – Geothermal Technologies Program
- Geothermal Energy Association
- International Energy Agency Geothermal Energy Homepage
- MIT – The Future of Geothermal Energy (14 MB PDF file)
- NREL – Interactive Data Map – Geothermal Prospector Tool
- Geothermal Energy Factsheet by the University of Michigan's Center for Sustainable Systems
- TMBA Animation: Geothermal Energy
- France Bets on Geothermal Energy